# Piraye Uzun
Piraye Uzun (bürgerlich Emine Piraye Uzunoğlu, * 1. Januar 1949 in Izmir) ist eine türkische Schauspielerin und Model.

## Leben und Karriere
Uzun wurde am 1. Januar 1949 in Izmir geboren. Ihr Debüt gab sie 1968 in dem Film Sarmaşık Gülleri. Sie war vor allem in den späten 1960er und frühen 1970er Jahren aktiv in Cingöz Recai, Mini Etekli Kızlar, Ustura Behçet, Tophaneli Murat und Hedefte Beş Adam. Ihr letzter Film war Tatlı Bela. Danach zog sie sich aus der Filmbranche zurück.
Neben der Schauspielerei war sie auch als Model aktiv.

## Filmografie (Auswahl)
- 1968: Cilalı İbo İstanbul Kaldırımlarında
- 1969: Cingöz Recai
- 1969: Kalbimin Sahibi
- 1969: Mini Etekli Kızlar
- 1969: Sarı Çizmeli
- 1969: Sen Bir Meleksin
- 1969: Tarkan Canavarlı Kule
- 1969: Vatansızlar
- 1969: Yaşamak Hakkımdır
- 1970: Fedailer
- 1970: İç Güveysi
- 1970: Kaderin Pençesinde
- 1970: Koçum Ali
- 1971: Apo Konuşan Katır
- 1971: İbret
- 1971: Konuşan Katır At Yarışlarında
- 1971: Kupa Ası Maça Kızı
- 1972: Öldüren Takip
- 1972: Süper Adam Kadınlar Arasında
- 1972: Süpermen Geliyor
- 1985: Soykırım
- 1985: Tapılacak Kadın
- 1985: Tatlı Bela